# CR Bouzas
Rápido de Bouzas is een Spaanse voetbalclub uit Vigo die sedert het seizoen 2017-2018 uitkomt in de Segunda División B. De club werd in 1914 opgericht en speelt haar thuiswedstrijden in Baltasar Pujales.